# جیم لیمی
جیم لیمی (به لاتین: Jimlimi) یک منطقهٔ مسکونی در اتحاد قمر است که در آنژوان واقع شده‌است.

## خصوصیات
جیم لیمی ۵٬۳۳۵ نفر جمعیت دارد.